# フロアホッケー
フロアホッケー（Floor hockey）は、スペシャルオリンピックスの競技の一つでもあり、屋内の木製フローリング上で、棒状のスティックとドーナツ型のフェルト製パックを使用し、相手のゴールにパックを入れることで得点でき、その得点を競い合う団体スポーツである。

## 歴史
スペシャルオリンピックスの競技の一つとして、カナダでアイスホッケーとリンゲッティーという二つのスポーツから作られた。アイスリンクのできない地域でもできるように、スペシャルオリンピックスがルールを独自に考案し、1970年のスペシャルオリンピックス冬季世界大会から公式競技に認定された。
2005年2月に長野県で開催されたスペシャルオリンピックス冬季世界大会では、大会競技中最大の49の国と地域、800人を越えるアスリートが参加した。
2005年12月に年齢や性別、障がいの有無に関わらず、また、それぞれの体力や技能レベルに応じて、全ての人が楽しめるユニバーサルスポーツであるフロアホッケーの普及・交流を通して、インクルージョン社会を創りだすことを目的として日本フロアホッケー連盟が設立した。
2025年6月には、日本フロアホッケー連盟設立20周年記念とともに第20回全日本フロアホッケー競技大会が長野市のホワイトリング開催され、全国より21チーム約350名が出場した。
現在では、障がい者スポーツとしてでなく、障がいのあるなしに関わらず、すべての人が楽しめるユニバーサルスポーツとして国内で普及が進んでいる。

## ルール

### コート

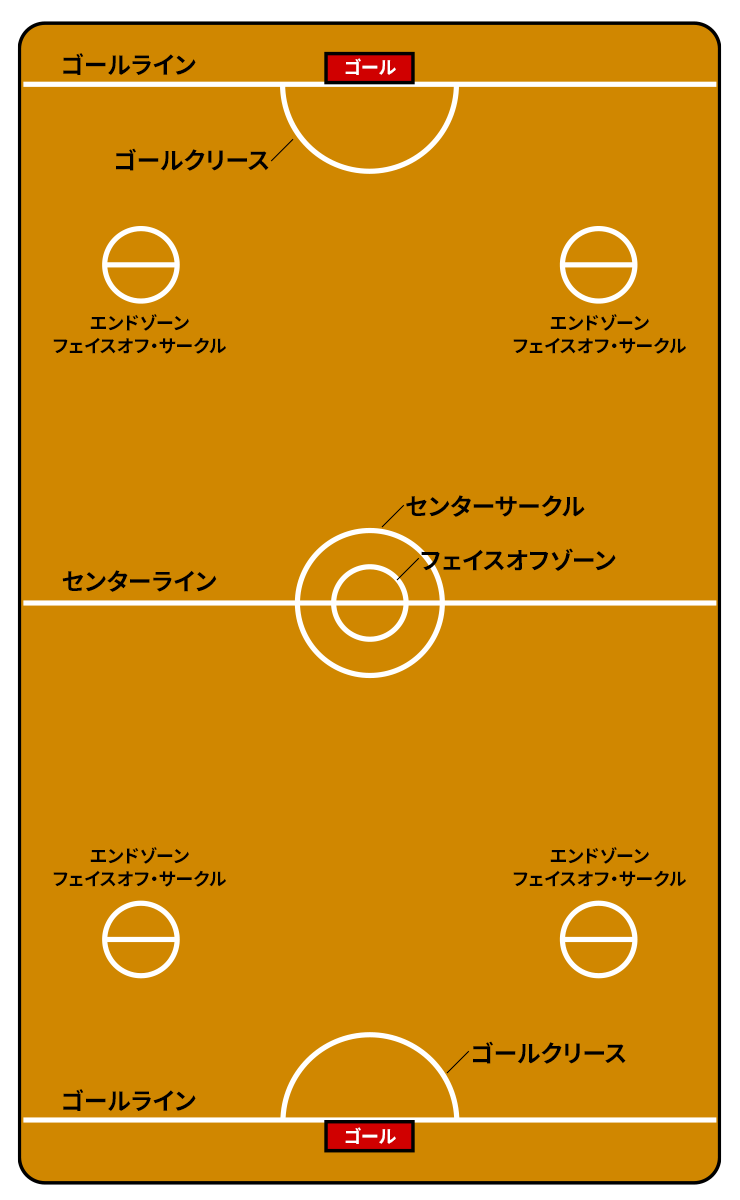
コート概略図

試合は、ラインかバウンダリーボードで区切られた競技エリアで行われる。競技エリアは、最大20m×35m、最小12m×24m（バスケットボールのコート規格）のコートである。
バウンダリーボードは、頑丈な素材で高さが1.1m〜1.2mであることが望ましいが、近年は、発泡ゴムを使用した高さが20cm〜30cmの簡易バウンダリーボードを使用することが多い。
コートには、コートを均等に2分割したセンターラインと、エンドライン（コートの両端）から1.2mのスペースを設けたゴールラインがある。
コート中心に、円形で半径0.75mのセンターサークルと、円形で半径1.5mのフェイスオフゾーンがあり、
両ゴールラインの中心からセンター方向に、半径1.8mの半円のゴールクリースがある。
また、コート内の4か所に円形で半径0.75mのエンドゾーン・フェイスオフ・サークルがある。
ゴールは、幅1.8m、高さ1.2m、奥行き0.6mであり、ゴールの横と後ろ部分には、適切なネットが張られているものを使用する。
アイスホッケー用ゴールを使用することできる。
ゴール裏でプレーができるようエンドラインとゴールの間に1.2mのスペースが必要である。

### 試合時間
試合時間は、1ゲーム3ピリオド（1ピリオドは1ライン3分×3ライン）で行われ、1ピリオドに3回ライン交代を行う。各ピリオドの間には1分の休憩がある。競技スケジュールによっては、1ゲーム1ピリオドまたは2ピリオドに短縮されることもある。

### チーム編成
1チーム男女11名〜16名で編成され、プレーはゴールキーパー1名とフィールドプレイヤー5名の合計6名で、1ラインごとにローテーションをしながら試合を行う。
出場するプレイヤーは、ゲーム開始前に提出するスコアシートに記載されていなければ出場することができない。
スコアシートに記載されているプレイヤーは、出場ライン数ルールに従い必ず出場しなければならない。

#### 出場ライン数ルール
競技終了までに、ゴールキーパー以外は、他のプレイヤーより2ライン以上多くプレーしてはならない。ゴールキーパーは、1名で全ラインプレイしても、他のプレイヤーとラインを分けてプレーしてもよい。その場合は、ゴールキーパー同士で2ライン以上の差が出ないようにしなければならない。1チームにゴールキーパーが1名の場合、試合中に怪我などで出られなくなった場合には、他のプレイヤーがゴールキーパーに変更しプレーを行う。

### フェイスオフ
フェイスオフは、ゲーム開始時やピリオド開始時にセンターフェイスオフ・サークルから行う。
ゲーム中やゴール以外のプレー中断の場合、一番近いフェイスオフ・サークルから行う。
ゴール後は、センターフェイスオフ・サークルから行う。

### レフェリー（審判員）
レフェリーは2名で行い、同じ服装（例えば黒白ストライプの審判用シャツに黒いズボンなど）を着用する。

### ディビジョニング
出場するチームのレベルを近いものにするため、クラシフィケーション試合によってディビジョン分けされる。クラシフィケーション試合は、各チーム1ピリオドもしくは2ピリオドの試合を行う。

## 反則とペナルティ

### メジャーペナルティ
プレイヤーがスポーツマンらしくない言動（暴言など）や、相手プレイヤーに対してわざと怪我をさせるような行為や違反を起こした場合、あるいは喧嘩をした場合などには非常に重いペナルティが与えられる。
違反を起こしたプレイヤーは、試合からの退場。そのプレイヤーの代わりに2分間のペナルティボックス入りを他のプレイヤーが受けて、2分経過後に試合に復帰する。

### マイナーペナルティ
身体に接触した場合、危険が伴う行為や違反は、プレーを中断し違反を起こしたプレイヤーが1分間のペナルティボックス入りとなる。
プレー再開は、違反を起こしたプレイヤーのチーム側からフェイスオフを行う。
退場中に相手チームが得点した場合には、1分を過ぎていなくても試合に復帰できる。

#### マイナーペナルティの種類
ホールディング
相手の選手の動きを妨げる
トリッピング
足を引っ掛ける
チャージング
相手の選手に走りこむか、飛び込む
インターフィアランス
パックを持っていない選手の動きを妨害する
フッキング
スティックで相手を引っ掛ける
スラッシング
スティックで相手のスティックを叩く
キッキング
相手を蹴る
ハイスティッキング
肩の高さよりスティックを上げる
ラフィング
体の一部を使って相手を打つ
クロスチェッキング
選手がスティックを地面と水平に持ち、相手を押す
ミスコンダクト
パックの上に乗ってパックを動かなくする
ゴールキーパーがゴールクリースの外に出た場合

### マイナーファウル
試合の進行を止めるような行為や、ゴールクリースを超える違反などは、プレーを中断し、一番近くのフェイスオフサークルからフェイスオフを行う。
- ゴールキーパーがパックを前に投げた場合
- ゴールキーパー以外のプレイヤーがパックを手で持った場合
- ゴールキーパーがパックを3秒以上持った場合
- プレイヤーがパックの上に立った場合
- スティックにひびが入ったり折れた場合
- プレイヤーがパックの近くに倒れたり転んだ場合
- クリースバイオレーション（攻撃しているプレイヤーまたは、そのプレイヤーのスティックがゴールクリースラインを越えてゴールクリース内に入った場合）

## 用具
フロアホッケーを行うためには、さまざまな用具が必要となる。

### スティック
ゴールキーパー以外のプレイヤーが使用するスティックは、木製かファイバーグラス製の太さが均一な棒であり、寸法は、円周7.5cm〜10cm、長さ90cm〜150cmである。
スティックの床に設置する側は、丸めなくてはならない。
ゴールキーパーが使用するスティックは、アイスホッケーのゴールキーパー用スティックを使用する。

### パック

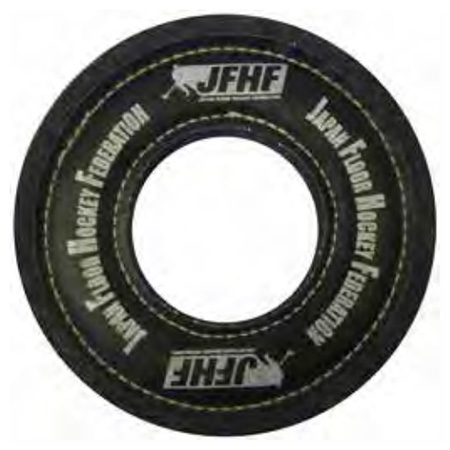
パック

パックは円形のフェルト製で、中心に穴が開いているものを使用する。寸法は、直径20cm、暑さ2.5cm、重さ140g〜225g、中心の穴は10cmである。

### 防具

#### 必須防具
- 顔全体を覆うフェイスマスク付きヘルメット
- グローブ（中に詰め物のあるグローブ、ストリートホッケー用、フィールドホッケー用など）
- すね当て（ストリートホッケー用、アイスホッケー用、サッカーガード用など）ゴールキーパーは、アイスホッケーのゴールキーパー用パッドの着用は認められる。
- 運動に適したシューズ

#### 推奨防具
- 肘当て
- スポーツ用サポーター
- 膝当て
- ゴールキーパー用胸当て

## 大会
フロアホッケーの大会は、日本フロアホッケー連盟主催の全国大会のほか、エリア大会や地区大会などが行われている。

### 全日本フロアホッケー競技大会
| 大会名                                        | 開催日               | 会場                                             | 開催地区     |
| --------------------------------------------- | -------------------- | ------------------------------------------------ | ------------ |
| 第1回全日本フロアホッケー競技大会             | 2006年10月21日～22日 | 長野市立通明小学校／長野俊英高等学校             | 長野県長野市 |
| 第2回全日本フロアホッケー競技大会             | 2007年10月20日～21日 | 長野市真島総合スポーツアリーナ（ホワイトリング） | 長野県長野市 |
| 第3回全日本フロアホッケー競技大会             | 2008年10月11日～12日 | 長野市真島総合スポーツアリーナ（ホワイトリング） | 長野県長野市 |
| 第4回全日本フロアホッケー競技大会             | 2009年10月10日～11日 | 長野市真島総合スポーツアリーナ（ホワイトリング） | 長野県長野市 |
| 第5回全日本フロアホッケー競技大会             | 2010年10月9日～10日  | 長野市真島総合スポーツアリーナ（ホワイトリング） | 長野県長野市 |
| 第6回全日本フロアホッケー競技大会             | 2011年9月17日～18日  | 山形市総合スポーツセンター                       | 山形県山形市 |
| 第7回全日本フロアホッケー競技大会             | 2012年9月15日～16日  | 山形市総合スポーツセンター                       | 山形県山形市 |
| 第8回全日本フロアホッケー競技大会             | 2013年9月21日～22日  | 山形市総合スポーツセンター                       | 山形県山形市 |
| エフピコ杯 第9回全日本フロアホッケー競技大会  | 2014年10月14日       | 荒川総合スポーツセンター                         | 東京都荒川区 |
| エフピコ杯 第10回全日本フロアホッケー競技大会 | 2015年10月10日       | 葛飾区総合スポーツセンター                       | 東京都葛飾区 |
| エフピコ杯 第11回全日本フロアホッケー競技大会 | 2016年10月1日〜2日   | 葛飾区総合スポーツセンター                       | 東京都葛飾区 |
| エフピコ杯 第12回全日本フロアホッケー競技大会 | 2017年10月21日〜22日 | 葛飾区総合スポーツセンター                       | 東京都葛飾区 |
| エフピコ杯 第13回全日本フロアホッケー競技大会 | 2018年10月20日       | 葛飾区総合スポーツセンター                       | 東京都葛飾区 |
| エフピコ杯 第14回全日本フロアホッケー競技大会 | 2019年10月4日〜5日   | 葛飾区総合スポーツセンター                       | 東京都葛飾区 |
| エフピコ杯 第15回全日本フロアホッケー競技大会 | 開催中止             |                                                  |              |
| エフピコ杯 第16回全日本フロアホッケー競技大会 | 開催中止             |                                                  |              |
| エフピコ杯 第17回全日本フロアホッケー競技大会 | 2022年10月15日〜16日 | 葛飾区奥戸総合スポーツセンター                   | 東京都葛飾区 |
| エフピコ杯 第18回全日本フロアホッケー競技大会 | 2023年10月14日       | 葛飾区奥戸総合スポーツセンター                   | 東京都葛飾区 |
| エフピコ杯 第19回全日本フロアホッケー競技大会 | 2024年10月19日       | 葛飾区奥戸総合スポーツセンター                   | 東京都葛飾区 |
| 第20回全日本フロアホッケー競技大会            | 2025年6月14日        | 長野市真島総合スポーツアリーナ（ホワイトリング） | 長野県長野市 |

### その他の大会
- 関東甲信越フロアホッケー競技大会[5][6]
- ユニバーサルフロアホッケー西日本大会[7][8]
- ユニバーサルフロアホッケー九州大会[9]